# Gornji Suhor pri Metliki
Gornji Suhor pri Metliki je naselje v Občini Metlika.